# Khalid Shebani
Khalid Shebani (arab. خالد شيباني) – libijski kolarz, olimpijczyk.
Shebani wystąpił na Letnich Igrzyskach Olimpijskich 1980 w jednej konkurencji kolarstwa szosowego i jednej konkurencji kolarstwa torowego. W drużynowej jeździe na czas na szosie zajął wraz z kolegami z reprezentacji 21. miejsce wśród 23 zespołów, osiągając wynik 2:24:48,2 (skład reprezentacji: Ali Hamid El-Aila, Mohamed El-Kamaa, Nuri Kaheil, Khalid Shebani). Na torze wystąpił w wyścigu na 1 km na czas, który zakończył na przedostatnim 17. miejscu, uzyskując rezultat 1:11,627.